# Carpathonesticus fodinarum
Espèce
Synonymes
- Nesticus fodinarum Kulczyński, 1894
- Nesticus tenebricola Szombathy, 1917

Carpathonesticus fodinarum est une espèce d'araignées aranéomorphes de la famille des Nesticidae.

## Distribution
Cette espèce est endémique de Roumanie.

## Publication originale
- Chyzer & Kulczyński, 1894 : Araneae Hungariae. Budapest, vol. 2, p. 1-151.